# SN 2011bp
SN 2011bp – supernowa typu Ib odkryta 6 kwietnia 2011 roku w galaktyce A111229+3123. W momencie odkrycia miała maksymalną jasność 18,20m.